# Hei Buh i el castell embruixat
Hei Buh i el castell embruixat (títol original en alemany, Hui Buh und das Hexenschloss) és una pel·lícula alemanya de 2022 dirigida per Sebastian Niemann. La pel·lícula és la seqüela de Hui Buh - El fantasma del castell de l'any 2006 i està basada en motius de la sèrie radiofònica Hui Buh d'Eberhard Alexander-Burgh. Michael Herbig i Christoph Maria Herbst tornen a interpretar els papers principals. Es va estrenar als cinemes alemanys el 3 de novembre de 2022. S'ha doblat al català.